# Gorenja Vas–Poljane község
Gorenja Vas–Poljane község (szlovén nyelven Občina Gorenja Vas–Poljane) Szlovénia 212 alapfokú közigazgatási egységének, azaz községének egyike a Gorenjska statisztikai régióban. Adminisztratív központja Gorenja Vas település.

## A községhez tartozó települések
A községhez Gorenja Vas székhelyen kívül a következő települések tartoznak:
- Bačne
- Brebovnica
- Bukov Vrh
- Čabrače
- Četena Ravan
- Debeni
- Delnice
- Dobje
- Dobravšce
- Dolenčice
- Dolenja Dobrava
- Dolenja Ravan
- Dolenja Žetina
- Dolenje Brdo
- Dolge Njive
- Fužine
- Goli Vrh
- Gorenja Dobrava
- Gorenja Ravan
- Gorenja Žetina
- Gorenje Brdo
- Hlavče Njive
- Hobovše pri Stari Oselici
- Hotavlje
- Hotovlja
- Jarčje Brdo
- Javorje
- Javorjev Dol
- Jazbine
- Jelovica
- Kladje
- Kopačnica
- Kremenik
- Krivo Brdo
- Krnice pri Novakih
- Lajše
- Laniše
- Laze
- Leskovica
- Lom nad Volčo
- Lovsko Brdo
- Lučine
- Malenski Vrh
- Mlaka nad Lušo
- Murave
- Nova Oselica
- Podgora
- Podjelovo Brdo
- Podobeno
- Podvrh
- Poljane nad Škofjo Loko
- Predmost
- Prelesje
- Robidnica
- Smoldno
- Sovodenj
- Srednja Vas–Poljane
- Srednje Brdo
- Stara Oselica
- Studor
- Suša
- Todraž
- Trebija
- Vinharje
- Volaka
- Volča
- Žabja Vas
- Zadobje
- Zakobiljek
- Zapreval
- Žirovski Vrh Svetega Antona
- Žirovski Vrh Svetega Urbana

## Népesség
| Lakosok száma | 7115 | 7176 | 7279 | 7302 | 7320 | 7439 | 7481 | 7527 | 7560 | 7631 |
|               | 2008 | 2009 | 2011 | 2012 | 2013 | 2015 | 2016 | 2017 | 2019 | 2020 |

## Neves szülöttei
- Anton Ažbe szlovén festő
- Ivan Tavčar szlovén író, ügyvéd, a realizmus korának egyik első szlovén prózaírója